# Arsínoe III
Arsínoe III Filopátor (235 a.C. — 204 a.C.) foi uma rainha do Egito ptolemaico.

## Família
Era filha da rainha Berenice, filha de Magas de Cirene  e Apama. Seu pai possivelmente era o rei Ptolemeu III Evérgeta I, filho de Ptolemeu II Filadelfo e Arsínoe I, filha de Lisímaco.
Seguindo uma prática egípcia adoptada pela dinastia ptolemaica viria a casar com o seu irmão, o rei Ptolemeu IV Filopátor, filho de Ptolemeu III Evérgeta I  e Berenice.

## Rainha do Egito
Em 217 a.C. o rei selêucida Antíoco III, o Grande invadiu a Palestina, preparando-se para atacar o Egito. Arsínoe acompanhou o irmão e o exército egípcio no confronto com o exército selêucida que ocorreu em Ráfia em Junho de 217 a.C.. Segundo os relatos, o encorajamento de Arsínoe às tropas muito contribuiu para a vitória do Egito. Após esta vitória Ptolemeu IV casou com a irmã em Outubro de 217 a.C.. Com o irmão Arsínoe teve um filho, o futuro Ptolemeu V Epifânio  nascido 210 a.C..
Porém, Ptolemeu tomou uma amante de nome Agatoclea, irmã do ministro Agátocles, ambos filhos de Oenanthe, uma cafetina, Após a guerra pela Celessíria, Ptolemeu largou inteiramente o caminho da virtude, adotando uma vida dissoluta. Ptolomeu se tornou corrompido pelo vinho e pelas mulheres, e, nos momentos em que estava sóbrio, exercia as funções sacerdotais, deixo o governo a cargo de Agatocleia. Influenciado por Agatoclea, Ptolomeu mandaria assassinar a sua irmã Berenice. Arsínoe opôs-se ao comportamento do marido, mas politicamente nada poderia fazer.

## Morte
Ptolemeu IV faleceu em 205 a.C.[carece de fontes?] e seus ministros, Agátocles e Sosíbio, falsificaram um testamento, pelo qual eles seriam os guardiães de Ptolemeu V. Eles então trouxeram duas urnas, com os ossos do rei Ptolomeu IV e da rainha Arsínoe III, só que na urna da rainha havia especiarias.
Após o funeral, o povo começou a comentar o que havia acontecido com Arsínoe III, levando à revolta, segundo alguns, mais por ódio de Agátocles do que por amor a Arsínoe.
Segundo Políbio, Sosíbio foi quem mandou assassinarem Arsínoe, mas Agátocles premiou o assassino, Philammon, com o governo da Cirenaica. Ela foi a quinta em uma lista de cinco vítimas  de Sosíbio, um dos dois guardiões de Ptolemeu V Epifânio e um instrumento do mal que permaneceu muito tempo no poder, fazendo mal ao reino. As cinco vítimas de Sosíbio foram: (1) Lisímaco, filho de Ptolemeu II Filadelfo e Arsínoe, filha de Lisímaco (2) Magas, filho de Ptolemeu III Evérgeta e Berenice, filha de Magas de Cirene. (3) Berenice, mãe de Ptolemeu IV Filopátor (4) Cleômenes III, rei de Esparta e (5) Arsínoe III, filha de Berenice.